# In Concert (America 1995)
In Concert è il terzo album dal vivo del gruppo musicale statunitense America, pubblicato nel 1995.

## Descrizione
Il concerto si è tenuto presso il Blossom Music Centre Cuyahoga Falls di Ohio, il 4 settembre 1982.
L'album ha goduto di numerose ristampe. Nel 1996 è stato ristampato dalla King Biscuit Flower Hour con il titolo King Biscuit Flower Hour.

## Tracce
1. Tin Man (Dewey Bunnell) – 3:49
2. Old Man Took (Bunnell) – 3:41
3. Daisy Jane (Gerry Beckley) – 2:51
4. Love On The Vine (Bunnell, Bill Mumy, Robert Haimer) – 2:55
5. Ventura Highway (Bunnell) – 3:45
6. I Need You (Beckley) – 2:32
7. Inspector Mills (Beckley) – 4:35
8. California Dreamin' (John Philips, Michelle Philips) – 3:17
9. Never Be Lonely (Beckley, Mumy) – 3:58
10. You Can Do Magic (Russ Ballard) – 3:45
11. Sandman (Bunnell) – 5:11
12. Here (Beckley) – 6:49
13. Sister Golden Hair (Beckley) – 4:00
14. A Horse with No Name (Bunnell) – 3:56